# کلود بارت
کلود بارت (انگلیسی: Claude Barrett; ۵ دسامبر ۱۹۰۷ – ۳ اوت ۱۹۷۶) بازیکن فوتبال اهل بریتانیا بود.
از باشگاه‌هایی که در آن بازی کرده‌است می‌توان به باشگاه فوتبال برافورد پارک آونیو، باشگاه فوتبال یورک سیتی، و باشگاه فوتبال پورت ویل اشاره کرد.